# Jokohama
Jokohama (japonsko 横浜, Hepburn Yokohama, ) je velemesto v prefekturi Kanagava na Japonskem, ki stoji ob zahodni obali Tokijskega zaliva na jugovzhodu otoka Honšu. S približno 3,7 milijona prebivalcev (po oceni za leto 2017) je za Tokiem drugo največje mesto. Celotna prefektura Kanagava, ki poleg Jokohame vsebuje še bližnja mesta Kavasaki, Jokosuka, Fudžisava idr., je skupaj s še drugimi prefekturami v širšem območju Tokia del tokijskega metropolitanskega območja, s 35 milijoni prebivalcev najgosteje naseljenega urbanega območja na svetu.
V Jokohami je najprometnejše pristanišče v državi, skozi katerega gre 15 % japonske mednarodne trgovine, mesto pa je za Tokiem tudi drugo najpomembnejše industrijsko središče. Zaradi velikega števila tujih predstavništev, predvsem evropskih in ameriških, ima bolj mednaroden značaj kot Tokio.

## Zgodovina
Še sredi 19. stoletja je bila Jokohama le majhna ribiška vasica. Leta 1854 je bilo vzpostavljeno trgovanje med Japonsko in Združenimi državami Amerike z bližnjo Kanagavo kot glavnim pristaniščem, ki pa je bilo kmalu prestavljeno v Jokohamo, saj je bila Kanagava na glavni prometni poti, na kateri tujci takrat niso bili zaželeni. Po obnovi Meidži se je začela Jokohama hitro razvijati in je leta 1889 zaobjela Kanagavo v svoj administrativni okvir.
Mesto je bilo porušeno v velikem potresu leta 1923, v katerem je umrlo 20.000 prebivalcev, nakar je bilo hitro obnovljeno. Drugič ga je močno prizadelo zavezniško bombardiranje med drugo svetovno vojno, po kateri je bila obnova ovirana zaradi ameriške okupacije, znova pa se je hiter razvoj začel v 1950. letih in do leta 1980 je Jokohama po številu prebivalstva prehitela Osako, prej drugo največje japonsko mesto. Hiter razvoj je bil posledica centralizacije, ki jo je izvajala povojna vlada, in v sklopu katere je več industrijskih podjetij preselilo svojo dejavnost bližje Tokia. Trend se je pričel obračati šele v zadnjih letih zaradi pomanjkanja prostora v širšem območju Tokia.